# Euneophlebia acutissima
Euneophlebia acutissima là một loài bướm đêm trong họ Noctuidae.